# خليفة (دوعن)

'

تعديل مصدري - تعديل

خليفة هي إحدى قرى عزلة صيف بمديرية دوعن التابعة لمحافظة حضرموت، بلغ تعداد سكانها 97 نسمة حسب تعداد اليمن لعام 2004.